# Tadeusz Teodorczyk
Tadeusz Teodorczyk (ur. 12 września 1924 w Zgierzu, zm. 4 kwietnia 1996) – polski aktor.

## Życiorys
W 1952 r. ukończył studia w PWST w Łodzi. Odznaczony Złotym Krzyżem Zasługi w 1986. Grób aktora znajduje się na Cmentarzu Komunalnym w Zgierzu przy ul. Konstantynowskiej (kwatera IX, Rząd 1A, Grób 20).

## Kariera teatralna
Występował:
- 1951–1956 w Teatrze Nowym w Łodzi
- 1956–1959 w Teatrze im. Mickiewicza w Częstochowie
- 1959–1960 w Teatrze im. Słowackiego w Krakowie
- 1960–1967 w Teatrze im. Solskiego w Tarnowie
- 1967–1989 w Teatrze Ziemi Łódzkiej

## Filmografia
- Nikodem Dyzma (1956) jako strażnik w Państwowym Banku Zbożowym
- Ogniomistrz Kaleń (1961) jako zastępca Żubryda
- Koniec naszego świata (1964) jako major
- Kwestia sumienia (1967)
- Przygody pana Michała (1969) − szlachcic na przyjęciu
- Twarz anioła (1970) – strażnik
- Siedemset siedemdziesiąt siedem (1972) jako dyspozytor
- Kopernik (1972) jako poseł krzyżacki (odc. 2)
- Hubal (1973) jako krawiec Jan Wilczyński
- Strzał (1974) jako chłop
- Zapis zbrodni (1974) jako kierownik sklepu ZURT
- Mgła (1976) jako sołtys
- Ptaki, ptakom... (1976) jako Hans Joschke
- Zagrożenie (1976)
- Dagny (1976) jako członek redakcji „Głosu Robotniczego” w Berlinie
- Daleko od szosy (1976) – pracownik w urzędzie zatrudnienia (odc. 2)
- Milioner (1977) jako Walczak
- Pejzaż horyzontalny (1978) jako dyrektor naczelny
- Roman i Magda (1978) jako kelner
- Ty pójdziesz górą - Eliza Orzeszkowa (1978)
- Sytuacje rodzinne: Bezpośrednie połączenie (1979) jako sanitariusz pogotowia
- Gazda z Diabelnej (1979) jako Niemiec odpowiedzialny za ewakuację
- Zamach stanu (1980) jako chłop
- Punkt widzenia (1980) jako woźnica Myszkowski (odc. 6 i 7)
- Królowa Bona (1980) jako senator (odc. 9)
- Vabank (1981) jako służący Kramera
- Najdłuższa wojna nowoczesnej Europy (1981) jako poseł
- Bołdyn (1981) jako Kwiatkowski
- Jan Serce (1981) jako kierownik restauracji, kolega Rajmunda
- Wilczyca jako woźnica Onufry
- Zmartwychwstanie Jana Wióro (1982)
- Przygrywka (1982) jako milicjant
- Dom świętego Kazimierza (1983) jako mieszkaniec zakładu
- Pastorale Heroica (1983) jako Wieśniak
- Złe dobrego początki... (1983) jako dyrektor PGR-u
- Thais (1983) jako Patrycjusz
- Co dzień bliżej nieba (1983) jako mężczyzna przy „ścianie śmierci”
- Kamienne tablice (1983) jako radca handlowy ambasady
- Wedle wyroków twoich (1984)
- Pan na Żuławach (1984) jako sołtys
- Rycerze i rabusie (1984) jako Jurysta Fredry; nie występuje w czołówce
- Kryptonim „Turyści” (1986) jako Stańczak, znajomy Rubackiego (odc. 2)
- Komediantka (1987) jako widz na premierze „Chamów”
- Prywatne śledztwo (1987)
- Bez grzechu (1988)
- Bliskie spotkania z wesołym diabłem (1988) jako Naganiacz
- 300 mil do nieba (1989) jako urzędnik sądowy
- Kanclerz (1989) jako szlachcic Tarkowski
- Kramarz (1990) jako Paweł, handlarz dewocjonaliami
- Pogranicze w ogniu (1991) jako mężczyzna w pokoju fotografów w Bydgoszczy (odc. 17)
- Daens (1992) jako członek komisji